# Championnats d'Europe de gymnastique acrobatique 1997
Navigation
Édition précédente Édition suivante
Les championnats d'Europe de gymnastique acrobatique 1997, dix-huitième édition des championnats d'Europe de gymnastique acrobatique, ont eu lieu en 1997 à Baunatal, en Allemagne.